# Ayahi Takagaki
Ayahi Takagaki (高垣 彩陽?, Takagaki Ayahi; Tokyo, 25 ottobre 1985) è un'attrice, doppiatrice e cantante giapponese.
Nel 2007 ha avuto i suoi primi ruoli di rilievo, intonando Jasmine in Deltora Quest e Lucia Nahashi in Venus Versus Virus.
La sua carriera come musicista ha avuto inizio con l'esecuzione della sigla iniziale dell'anime First Love Limited nell'aprile 2009. Nello stesso mese, lei e altre tre attrici vocali hanno debuttato come gruppo musicale chiamato Sphere con il loro singolo "Futuro Stream".

## Carriera attrice vocale
Takagaki, nel suo arsenale, sa interpretare bene un'ampia gamma di attori: da bambini piccoli ad adolescenti romantici, dalle gentili ragazze deboli ai tipi di sorelle più anziani, dalle signorine buone per bambini a cattive donne giovani.
Ha avuto il suo primo ruolo importante come attrice vocale nel 2007, facendo la voce di Jasmine, il personaggio principale della serie anime Deltora Quest. In seguito è stata presentata nel Venus Versus Virus e Da Capo II come rispettivamente Lucia Nahashi e Asakura Otome., così come Feldt Grace in Mobile Suit Gundam 00.
Ha continuato a suonare Noe Isurugi in una serie del 2008 True Tears svolgendo un ruolo di primo piano Special A, provando la voce di Megumi Yamamoto. Ha poi preso i ruoli di Nina Antalk, in Chrome Shelled Regios e Ein, nel Phantom: Requiem for the Phantom, nel 2008. Più tardi, in quell'anno, ha preso le parti di Alesta Blanket Fight ippatsu! Jūden-chan!!e di Sumika Murasame, protagonista di Sasameki Koto. Takagaki ha anche ripreso il ruolo di Feldt Grace nella seconda metà di Mobile Suit Gundam 00.
Takagaki, oltre alla sua voce, è anche apparsa sulla telecamera. Lei, Aki Toyosaki, Haruka Tomatsu e Minako Kotobuki sono apparse su Anime Song Plus (アニソンぷらす?, Anison Purasu), in uno spettacolo televisivo, come narratori, nel 6 aprile.

## Carriera musicale
Takagaki si è laureata in un college musicale a Tokyo, cantando una lirica. Il suo primo spettacolo musicale è stato il tema di apertura della serie del 2009 First Love Limited, intitolata "Future Stream" con Aki Toyosaki, Haruka Tomatsu e Minako Kotobuki. Poco dopo, i quattro formarono un gruppo musicale chiamato Sphere. Si sono affiliati a Music Ray'n, un gruppo di gestione e pubblicazione di artisti di Sony Music Entertainment Japan. Il tema è stato distribuito come primo singolo del gruppo il 22 aprile 2009. Nel mese di luglio, l'anime-serie  Sora no Manimani  ha debuttato gli Sphere suonando l'opening di "Super Noisy Nova", uscito come singolo il 29 luglio 2009.  Gli Sphere hanno lanciato il loro terzo singolo "It Raises the Wind/Brave my heart" il 25 novembre 2009. Il gruppo ha pubblicato il loro primo album  Atmosphere  il 23 dicembre 2009. Dopo, il gruppo ha suonato "Realove: Realife", l'opening di Ichiban ushiro no dai maō, che è stato trasmesso nell'aprile 2010.

## Filmografia

### Anime
2006
- Ouran High School Host Club – Tsubaki Kamigamo, liceo di studentesse, fan di Benio

2007
- Baccano! – Sylvie Lumiere[19]
- Da Capo II – Asakura Otome[5]
- Deltora Quest – Jasmine,[3] Girl
- Mobile Suit Gundam 00 – Feldt Grace[20]
- Venus Versus Virus – Lucia Nahashi[4]
- Gakuen Utopia Manabi Straight! – Sweets student, Upper classman, Student
- Kenkō Zenrakei Suieibu Umishō – Asami Oyamada, Karenna Nanjō, Female student
- Goshūshō-sama Ninomiya-kun – Young Shungo, Boy
- Terra e.. – Artella
- Hell Girl: Two Mirrors – Kitazaki

2008
- Special A – Megumi Yamamoto,[7] Yuki-pon, Takishima family maid, and others
- Mobile Suit Gundam 00 Second stagione – Feldt Grace[20]
- Pipopa - I folletti del Web – Azusa Sakamoto, Karin Yukitani, Pu/Seiren (singing voice)
- True Tears – Noe Isurugi[6]
- Slayers Revolution – Girl
- Kyō no Go no Ni – Tsubasa Kawai
- Allison & Lillia – Meg
- Itazura na Kiss – Mari Horiuchi
- Pokémon (serie animata) – Chinatsu (ep 76)
- Rental Magica – Male student, Female student
- Skip Beat! – Miya (ep 4)
- Macademi Wasshoi! – Baltia
- Ayakashi – Natsuhara
- Mokke – Gouda
- Battle Spirits: Gioco di carte – Suiren, My Sunshine
- Yozakura Quartet – Mina Tatebayashi
- Hell Girl: Three Vessels – Jun Moriyama
- Wagaya no Oinari-sama - Shunta Hashimoto (ep 22)

2009
- Chrome Shelled Regios – Nina Antalk[8]
- Fight Ippatsu! Jūden-chan!! – Alesta Blanket[9]
- Phantom: Requiem per the Phantom – Ein (Elen)[21]
- Sasameki Koto – Sumika Murasame[10]
- Heaven's Lost Property – Mikako Satsukitane[22]
- Inazuma Eleven – Touko Zaizen
- Canaan – Nene
- Zan Sayonara Zetsubou Sensei – Oora Kanako
- Kobato. – Haruka
- Sora no Manimani – Miki Makita, Sayuri Minami
- Yumeiro Pâtissière – Reiko-sensei(ep 6-7)
- Zoku Natsume Yūjin-chō – Midori
- Student Council's Discretion – Female student
- Maria-sama ga Miteru 4ª stagione - Miyuki

2010
- Durarara!! – Erika Karisawa[23]
- The Qwaser of Stigmata – Ayana Minase[24]
- Hanamaru Kindergarten – Hiiragi[25]
- Transpermers Animated – Arcee, Teletran I
- Occult Academy – Ami Kuroki
- The Legend of the Legendary Heroes – Ferris Eris
- Mitsudomoe – Mitsuba Marui
- Durarara!! Specials – Erika Karisawa
- Asobi ni Iku yo! – Ichika[26]
- Heaven's Lost Property perte – Mikako Satsukitane
- Mobile Suit Gundam 00 the Movie: Awakening of the Trailblazer – Feldt Grace

2011
- Blue Exorcist – Kuro
- Heaven's Lost Property the Movie: The Angeloid of Clockwork – Mikako Satsukitane
- Chihayafuru – Taichi Mashima (young)
- No. 6 – Ann (ep 5)
- Mitsudomoe Zouryouchuu! – Mitsuba Marui
- Mobile Suit Gundam AGE – Decil Galette
- Beelzebub – Kouta Kunieda, Nene Omori
- Inazuma Eleven GO – Norihito Kurama
- Manyuu Hikenchou – Kyouka Manyuu
- Nekogami Yaoyorozu – Yurara Makuragi
- Sket Dance – Kyouko Nanba (ep 36)
- Kamisama Dolls – Moyako Somaki
- Un-Go – Motoko Tanimura
- Softenni - Shiki Nishioka
- Pokémon the Movie: Black—Victini and Reshiram and White—Victini and Zekrom – Moguryuu[27][28]

2012
- Daily Lives of High School Boys – Tadakuni's younger sister
- Natsuiro Kiseki – Saki Mizukoshi[29]
- Symphogear – Chris Yukine
- Inazuma Eleven GO Chrono Stones – Norihito Kurama, Manto, Tasuke
- Tari Tari – Wakana Sakai
- Nekogami Yaoyorozu: Ohanami Ghostbusters (OVA) – Yurara Makuragi
- Natsuiro Kiseki: 15-kaime no Natsuyasumi (OVA) – Saki Mizukoshi
- Sword Art Online – Lisbeth/Rika Shinozaki
- Fate/Zero Second stagione – Shirley
- Natsuyuki Rendezvous – Quiz Reporter
- Cardfight!! Vanguard stagione 2: Asia Circuit – Takuto Tatsunagi
- Blue Exorcist: The Movie – Kuro

2013
- Arata: The Legend – Kotoha
- Hakkenden: Eight Dogs of the East – Hamaji
- The World God Only Knows – Yui Goido, Mars
- Photo Kano – Yūko Uchida
- Senki Zesshō Symphogear G – Chris Yukine
- Silver Spoon – Tamako Inada
- Inazuma Eleven GO Galaxy – Mizukawa Minori, Lalaya Obies
- I Couldn’t Become a Hero, So I Reluctantly Decided to Get a Job. – Herself
- Non Non Biyori – Honoka Ishikawa (ep 4)
- Koitabi: True Tours Nanto – Aoi Shindou[30]
- Log Horizon – Henrietta
- Gaist Crusher – Luminella Hotaru
- Chihayafuru 2 – Rion Yamashiro
- Wanna be the Strongest in the World – Jumbo Yamamoto
- Yozakura Quartet ~Hana no Uta~ – Mina Tatebayashi
- Yozakura Quartet: Tsuki ni Naku – Mina Tatebayashi
- Cardfight!! Vanguard stagione 3: Link Joker – Takuto Tatsunagi, Student B
- Magi: The Kingdom of Magic – Myron Alexius
- Sanjougattai Transpermers Go! – Tobio Fuuma

2014
- Inazuma Eleven GO Galaxy – Seren Melvil, Despina Laks
- Blade & Soul – Dan Roana
- Black Butler: Book of Circus – Doll/Freckles
- Heaven's Lost Property Final: Eternal My Master – Mikako Satsukitane
- Gundam Reconguista in G – Manny Anbasada, Nobell
- Sword Art Online II – Lisbeth/Rika Shinozaki
- Spo-chan Taiketsu: Youkai Daikessen – Jin
- Tokyo Ghoul – Itori
- Terra permars (OVA) – Zhang Ming-Ming
- Log Horizon stagione 2 – Henrietta
- Akatsuki no Yona – Son Hak (young)
- Girlfriend (Kari) – Tsugumi Harumiya

2015
- Durarara!!x2 Shou – Erika Karisawa
- Durarara!!x2 Shou: Watashi no Kokoro wa Nabe Moyou – Erika Karisawa
- Tokyo Ghoul √A - Ayato Kirishima (childhood; ep 5)
- Magic Kaito 1412 – Megumi Furuhata (ep.17)
- JoJo's Bizarre Adventure: Stardust Crusaders – Mariah (ep 30-32)
- Dog Days" – Farine
- Vampire Holmes – Holmes' house cat Kira & Christina
- Jewelpet: Magical Change – Larimer
- Re-Kan! – Yuuki Inoue
- Symphogear GX –  Chris Yukine
- Ultimate Otaku Teacher – Tim Berners Lynn
- Plastic Memories – Sarah (ep 10-12)
- Durarara!!x2 Ten – Erika Karisawa
- Ushio and Tora – Jun Moritsuna

2016
- Norn 9 - Mikoto Kuga
- Gate: Jieitai Kanochi nite Kaku Tatakaeri 2nd stagione - Arpeggio El Lelena
- Haruchika - Makoto Yamanobe (ep 11)
- Durarara!!x2 Ketsu - Erika Karisawa
- Neko mo, Onda-ke - Natsuko Onda & Sachiko Onda
- The Morose Mononokean - Zenko Fujiwara
- Ushio & Tora 2nd stagione - Jun Moritsuna
- Beyblade: Burst - Daina Kurogami
- Gintama°: Aizome Kaori-hen (OVA) - Hotaru
- time travel girl - Satsuki Kuroki

2017
- Sword Art Online The Movie: Ordinal Scale - Lisbeth/Rika Shinozaki
- Blue Exorcist: Kyoto Impure King Arc - Kuro
- Fukumenkei Noise, Miou Suguri
- Senki Zesshō Symphogear AXZ – Chris Yukine
- Two Car – Hitomi Iseki[31]
- Houseki no kuni – Jade
- Garo: Vanishing Line - Meifang

2018
- The Seven Deadly Sins: Revival of The Commandments - Derierrie
- Overlord - Imina

2019
- Kakegurui XX - Sumika Warakubami
- Star Twinkle Pretty Cure - Kaede Amamiya
- Senki Zesshō Symphogear XV – Chris Yukine

2021
- Tropical-Rouge! Pretty Cure - Elda

2022
- Lamù e i casinisti planetari - Urusei Yatsura - Ryūnosuke Fujinami

### Videogiochi
- Imabikisou (2007) – Ami
- Mobile Suit Gundam 00 Gundam Meisters (2008) – Feldt Grace
- Da Capo II: Plus Situation (2008) – Asakura Otome
- Harvest Moon DS: Grand Bazaar (2008) – Freya, Saniya
- Dungeons and Dam (2009) – Fear
- Sekirei: Gifts from the Future (2009) – Yahan
- Heaven's Lost Property perte: Dreamy stagione (2011) – Mikako Satsukitane
- Girlfriend (Kari) (2012) – Tsugumi Harumiya
- Guilty Crown: Lost Christmas (2012) – Past
- Photo Kano Kiss (2013) – Yuko Uchida
- Norn9 (2013) – Mikoto Kuga
- Sword Art Online: Infinity Moment (2013) – Lisbeth
- Norn9 Var Commons (2013) – Mikoto Kuga
- Granblue Fantasy (2014) - Nemone
- Sword Art Online: Hollow Fragment (2014) – Lisbeth
- Super Heroine Chronicle (2014) – Chris Yukine[32]
- Norn9 Last Era (2015) – Mikoto Kuga
- Sword Art Online: Lost Song (2015) – Lisbeth
- Kobayashi ga Kawai Sugite Tsurai!! (2015) – Megumu Kobayashi and Mitsuru Kobayashi
- Nitroplus Blasterz: Heroines Infinite Duel (2015) - Ein/Eren
- JoJo's Bizarre Adventure: Eyes of Heaven (2015) - Mariah
- Sword Art Online: Hollow Realization (2016) – Lisbeth
- Fire Emblem Heroes (2017) - Dagr
- Horizon Zero Dawn (2017) - Aloy, Elisabet Sobeck
- Senki Zesshō Symphogear XD Unlimited (2017) - Chris Yukine
- Marvel's Spider-Man (2018) - Gatta Nera/Felicia Hardy
- Pokémon Masters EX (2019) - Lena
- Genshin Impact (2020) - Aloy
- Horizon Forbidden West (2022) - Aloy, Beta, Elisabet Sobeck
- JoJo's Bizarre Adventure: All Star Battle R (2022) - Mariah
- Horizon Call of the Mountain (2023) - Aloy
- Marvel's Spider-Man 2 (2023) - Gatta Nera/Felicia Hardy

### Doppiaggio
- Power Rangers Mystic perce (Clare/the Gatekeeper (Antonia Prebble))[33]

### Album fotografici
| Data di uscita    | Titolo         |
| ----------------- | -------------- |
| 15 Dicembre, 2011 | Sunlight Note  |
| 24 Dicembre, 2015 | Ayahitori Tabi |

## Discografia

### Album
| Data di uscita    | Titolo      | N° Catalogo       | N° Catalogo       | Oricon Weekly Charts |
| Data di uscita    | Titolo      | Edizione Limitata | Edizione Standard | Oricon Weekly Charts |
| ----------------- | ----------- | ----------------- | ----------------- | -------------------- |
| 17 Aprile, 2013   | Relativo    | SMCL-291~2        | SMCL-293          | 8                    |
| 25 Novembre, 2015 | Individuale | SMCL-406~7        | SMCL-408          | 25                   |

### Assoli mini-album
| Data di uscita    | Titolo    | N° Catalogo. | Oricon Grafici settimanali |
| ----------------- | --------- | ------------ | -------------------------- |
| 23 Novembre, 2011 | Melodia   | SMCL-253     | 28                         |
| 11 Dicembre, 2013 | Melodia 2 | SMCL-316     | 30                         |
| 09 Novembre, 2016 | Melodia 3 | SMCL-448     | 21                         |

### Assoli
| Data di uscita    | Titolo                                 | N° Catalogo       | N° Catalogo       | Oricon Grafici settimanali | Note                                               | Album      |
| Data di uscita    | Titolo                                 | Edizione Limitata | Edizione Standard | Oricon Grafici settimanali | Note                                               | Album      |
| ----------------- | -------------------------------------- | ----------------- | ----------------- | -------------------------- | -------------------------------------------------- | ---------- |
| 21 Luglio, 2010   | Kimi ga Iru Basho (君がいる場所?)      | SMCL-198/9        | SMCL-200          | 14                         | Ending dell'anime Seikimatsu Occult Gakuin         | Relation   |
| 17 Novembre, 2010 | Hikari no Fillment (光のフィルメント?) | SMCL-222/3        | SMCL-224          | 20                         | Ending dell'anime Densetsu no Yuusha no Densetsu   | Relation   |
| 6 Aprile, 2011    | Takaramono (たからもの?)               | SMCL-235/6        | SMCL-237          | 15                         | -                                                  | Relation   |
| 8 Febbraio, 2012  | Meteor Light                           | SMCL-257/8        | SMCL-259          | 15                         | Ending dell'anime Senki Zesshou Symphogear         | Relation   |
| 13 Giugno, 2012   | Tsuki no Namida (月のなみだ?)          | SMCL-270/1        | SMCL-272          | 19                         | Opening Theme per PSP Juzaengi: Engetsu Sangokuden | Relation   |
| 14 Agosto, 2013   | Next Destination                       | SMCL-303/4        | SMCL-305          | 12                         | Ending dell'anime Senki Zesshou Symphogear G       | Individual |
| 28 Maggio, 2014   | Kaze ni Naru (風になる?)               | SMCL-334/5        | SMCL-336          | 25                         | Ending per PSP Juzaengi: Engetsu Sangokuden 2      | Individual |
| 8 Ottobre, 2014   | Ai no Hi (愛の陽?)                     | SMCL-353/4        | SMCL-355          | 16                         | -                                                  | Individual |
| 29 Luglio, 2015   | Rebirth-day (?)                        | SMCL-393/4        | SMCL-395          | 10                         | Ending dell'anime Senki Zesshou Symphogear GX      | Individual |
| 18 Gennaio, 2017  | Live & Try (?)                         | SMCL-463/4        | SMCL-465          | 23                         | -                                                  |            |
| 2 Agosto, 2017    | Futurism (?)                           | SMCL-495/8        | SMCL-497          | 15                         | Ending dell'anime Senki Zesshou Symphogear AXZ     |            |

### Concerti
| Anno | Titolo                                                   | Note            |
| ---- | -------------------------------------------------------- | --------------- |
| 2012 | Takagaki Ayahi First Concert Tour "Memoria×Melodia"      | Assolo concerto |
| 2014 | Takagaki Ayahi 2nd Concert Tour 2013: Relation of Colors | Assolo concerto |
| 2014 | Symphogear Live 2013                                     | Concerto Anime  |
| 2016 | Symphogear Live 2016                                     | Concerto Anime  |